# Pseudosphaeroparia palnensis
Pseudosphaeroparia palnensis är en mångfotingart som beskrevs av Carl 1932. Pseudosphaeroparia palnensis ingår i släktet Pseudosphaeroparia och familjen Fuhrmannodesmidae. Inga underarter finns listade i Catalogue of Life.